# Оболотье
Оболотье — ручей в России, протекает на территории Ёгонского сельского поселения Весьегонского района Тверской области России, правый, последний приток Званы.
Начинается в окрестностях деревни Малое Овсянниково, течёт на северо-восток по лесной и ненаселённой местности и впадает в Звану в 0,6 км от её впадения в реку Реню около деревни Спас-Реня. Длина ручья составляет 12 км. Населённых пунктов на берегах и крупных притоков нет.

## Данные водного реестра
По данным государственного водного реестра России относится к Верхневолжскому бассейновому округу, водохозяйственный участок реки — Рыбинское водохранилище до Рыбинского гидроузла и впадающие в него реки, без рек Молога, Суда и Шексна от истока до Шекснинского гидроузла, речной подбассейн реки — Реки бассейна Рыбинского водохранилища. Речной бассейн реки — (Верхняя) Волга до Куйбышевского водохранилища (без бассейна Оки).
Код объекта в государственном водном реестре — 08010200412210000005228.